# Lichtenštejnsko na Letních olympijských hrách 2012
Lichtenštejnsko se zúčastnilo Letních olympijských her 2012 a zastupovali ho 3 sportovci ve 3 sportech (1 muž a 2 ženy). Během zahájení her byla vlajkonoškou výpravy tenistka Stephanie Vogtová. Při zakončení her byla vlajkonoškou Julia Hasslerová. Nejmladší z výpravy byla plavkyně Julia Hasslerová, které bylo v době konání her 19 let. Nejstarším z výpravy byl maratonec Marcel Tschopp, kterému bylo v době konání her 38 let. Nikomu z výpravy se během her nepodařilo získat medaili.

## Disciplíny

### Atletika

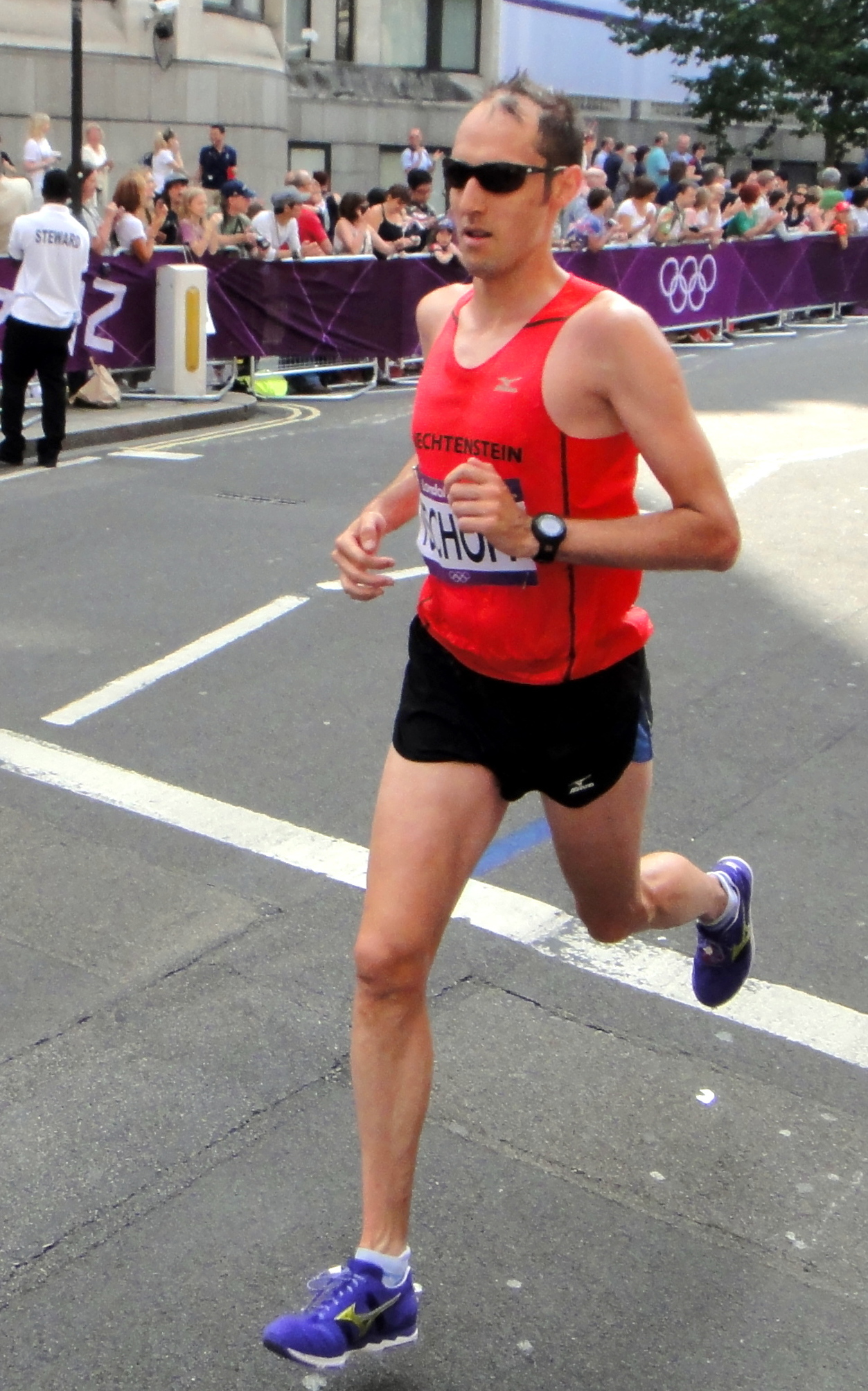
Marcel Tschopp během maratonského závodu na hrách v Londýně

Jediným reprezentantem země v atletice byl 38letý Marcel Tschopp, pro kterého byla po debutu v Pekingu účast na hrách v Londýně jeho druhým olympijským startem. Přestože se mu během kvalifikačního období od 1. ledna 2011 do 8. července 2012 nepodařilo překonat ani jeden z olympijských kvalifikačních limitů, kdy nejlepší čas zaběhl 9. října 2011 na maratonu v Chicagu, kde dosáhl času 2 hodiny, 23 minut a 55 sekund, mohl v Londýně startovat díky pravidlu, které opravňovalo národní olympijský výbor vyslat do atletických soutěží svého nejlepšího sportovce (s výjimkou pro běh na 10 000 m, 3000 m překážek, desetiboje a sedmiboje). V olympijském závodu zaběhl Tschopp čas 2 hodiny 28 minut a 54 sekund a celkově se umístil na 75. místě. Vzhledem k podmínkám, které panovaly během závodu, byl se svým výkonem spokojen.
| Sportovec      | Disciplína     | Finále  | Finále |
| Sportovec      | Disciplína     | Čas     | Pořadí |
| -------------- | -------------- | ------- | ------ |
| Marcel Tschopp | Maraton – muži | 2:28:54 | 75.    |

### Plavání
V plavání zemi reprezentovala 19letá Julia Hasslerová, pro kterou byl start v Londýně jejím olympijským debutem. Stala se tak první lichtenštejnskou plavkyní, která startovala na olympijských hrách. Na olympijské hry se kvalifikovala díky splnění kvalifikačnímu limitu B, a to na trati 400 m volným způsobem a 800 m volným způsobem.
V závodu na 400 m volným způsobem zaplavala čas 4:12,99 a vylepšila tak národní rekord Lichtenštejnska. Ve své rozplavbě skončila čtvrtá a celkově obsadila 27. místo, které na postup do finále nestačilo. V závodu na 800 m volným způsobem zaplavala čas 8:35,18. I tento čas znamenal překonání národního rekordu, ale na postup do finále nestačil. Celkově se Hasslerová v závodu umístila na 17. místě.
| Sportovkyně      | Disciplína         | Rozplavba  | Rozplavba | Finále       | Finále       |
| Sportovkyně      | Disciplína         | Čas        | Pořadí    | Čas          | Pořadí       |
| ---------------- | ------------------ | ---------- | --------- | ------------ | ------------ |
| Julia Hasslerová | 400 m volný způsob | 4:12,99 NR | 27.       | nepostoupila | nepostoupila |
| Julia Hasslerová | 800 m volný způsob | 8:35,18 NR | 17.       | nepostoupila | nepostoupila |

### Tenis
V tenisu Lichtenštějnsko v Londýně reprezentovala olympijská debutantka 22letá Stephanie Vogtová, která se na hry kvalifikovala pomocí divoké karty. Vogtová obdržela divokou kartu již na hry v Pekingu, ale z důvodu zranění musela z turnaje odstoupit. V prvním kole se postavila reprezentantce Gruzie Anně Tatišviliové, které podlehla ve dvou setech stavem 2–6 a 0–6. Do další fáze olympijského turnaje tak nepostoupila.
| Sportovkyně       | Disciplína     | 1/64                              | 1/32         | 1/16         | Čtvrtfinále  | Semifinále   | Finále/Bronzová medaile | Finále/Bronzová medaile |
| Sportovkyně       | Disciplína     | Soupeř                            | Soupeř       | Soupeř       | Soupeř       | Soupeř       | Soupeř                  | Pořadí                  |
| ----------------- | -------------- | --------------------------------- | ------------ | ------------ | ------------ | ------------ | ----------------------- | ----------------------- |
| Stephanie Vogtová | dvouhra – ženy | Anna Tatišviliová PROHRA 2–6, 0–6 | nepostoupila | nepostoupila | nepostoupila | nepostoupila | nepostoupila            | nepostoupila            |

## Bilance
Vedoucí lichtenštejnské výpravy Alex Hermann hodnotil hry v Londýně spíše pozitivně. Byl spokojený se dvěma národními rekordy plavkyně Julie Hasslerové a také kladně hodnotil nové zkušenosti, které na svých prvních hrách získala tenistka Stephanie Vogtová. Ocenil také taktický běh Marcela Tschoppa.